# Pusa hispida saimensis
La foca del Saimaa (Pusa hispida saimensis Nordquist, 1899) è una sottospecie della foca dagli anelli (Pusa hispida). Con una popolazione totale di appena 260 esemplari circa, è una delle foche più rare del mondo. L'unica popolazione esistente è diffusa nel lago Saimaa, in Finlandia, da cui proviene il nome. Essa discende dalle foche dagli anelli che rimasero isolate dal resto della popolazione quando, dopo l'ultima era glaciale, la massa continentale si sollevò. Insieme a quelle del Ladoga e del Bajkal, è una delle poche foche d'acqua dolce esistenti.

## Descrizione
Gli esemplari adulti di foca del Saimaa misurano 85–160 cm di lunghezza e pesano 40–90 kg; i maschi generalmente sono più grandi delle femmine. Sono di colore grigio scuro, con la regione dorsale grigio-nera sulla quale spiccano degli anelli circolari bianchi. La regione ventrale è grigio chiara. La foca del Saimaa è di colore più scuro delle altre sottospecie di foca dagli anelli.

## Biologia
Le foche del Saimaa raggiungono la maturità sessuale a 3-7 anni di età. Il loro tasso di fertilità si situa tra l'80 e il 95%. La gestazione dura 11 mesi. Alla nascita i piccoli misurano 55–65 cm di lunghezza e pesano 4–5 kg. La longevità è di poco superiore ai 20 anni. Con i livelli di popolazione attuali, ogni anno nascono 30-60 piccoli (65 nel 2004), dei quali circa la metà raggiunge l'età adulta. Le guardie forestali, nel 2009, hanno riscontrato la presenza di solo 43 piccoli (dei quali 40 in vita); non è chiaro quali fattori siano correlati con la riduzione del tasso di natalità.

## Conservazione
La foca del Saimaa è protetta dal 1955. Nel 1983, la popolazione era costituita da 100-150 unità. Nel 2005, essa contava circa 270 esemplari, ma in seguito a due stagioni di riproduzione sfavorevoli, nel 2006 e 2007, tale numero è sceso attualmente a 260 capi. Si ritiene che la sottospecie avrà scongiurato il rischio di estinzione quando la popolazione supererà i 400 esemplari. La IUCN la classifica tra le specie in pericolo.
Allo scopo di proteggere la foca del Saimaa, i pescatori si sono volontariamente dati delle restrizioni in una parte dell'areale occupato dall'animale. La più importante forma di restrizione è il divieto di pesca con le reti dal 15 aprile alla fine di giugno su circa il 15% del lago; è da sottolineare che la maggior parte dei pescatori che operano nel lago sono dilettanti, non pescatori di professione. Le catture accidentali, comunque, rimangono ugualmente numerose e ogni anno muoiono in questo modo 20-30 esemplari, in particolare piccoli nati nel corso dello stesso anno. Un'apposita commissione, alla fine del 2008, propose di applicare le restrizioni a un'area più estesa. Il modo più efficace per questo sarebbe applicare un divieto legale, per il quale il ministero dell'agricoltura e delle risorse forestali si è mostrato restio, optando invece per incoraggiare i pescatori dilettanti con risarcimenti in denaro per applicare volontariamente le restrizioni. Attualmente solo il 20-30% dei pescatori che operano su un'area di 1000 km² applica tali restrizioni.
Oggi le foche del Saimaa vivono soprattutto all'interno di due parchi nazionali, Kolovesi e Linnansaari. Esemplari vaganti, comunque, sono stati avvistati su un'area più vasta, perfino nella città di Savonlinna.